# 巴德 (新墨西哥州)
巴德（英語：Bard）是位於美國新墨西哥州奎伊縣的非建制地區。

## 歷史
巴德的郵局自1908年營運至今。

## 地理
巴德所處的海拔為高於海平面1220米（即4003英呎），而該地所採用的時區為UTC-7，即北美山地时区（MST）。同時該地設有夏令時間，為UTC-7調快一小時，即UTC-6（MDT）。